# Franziska Kloos
Maria Anna Franziska Salesia Kloos, OSB (* 24. August 1941 in Altmannshofen bei Leutkirch; geborene Aloisia Kloos) ist eine deutsche Ordensfrau.

## Werdegang
Kloos wurde als viertes von sechs Kindern von Bauersleuten geboren. Nach Studium an der Pädagogischen Hochschule und Profess am 2. Juni 1966 war sie ab 1966 als Lehrerin tätig. Am 16. Februar 1985 wurde sie zur Äbtissin der Benediktinerinnenabtei St. Walburg gewählt. Am 27. Dezember 2018 hat sie aus Altersgründen auf ihr Amt verzichtet. 2019 wurde Hildegard Dubnick ihre Nachfolgerin.

## Ehrungen und Auszeichnungen
- 2009: nahm als Vertreterin des Klosters die Denkmalschutzmedaille entgegen
- 2012: Bayerischer Verdienstorden
- 2014: Ehrenbürgerwürde der Stadt Eichstätt[2]